# دغدغان (هریس)
دغدغان یکی از روستاهای استان آذربایجان شرقی است که در دهستان مواضع‌خان شمالی بخش خواجه شهرستان هریس واقع شده‌است.

این روستا در ۶۰کیلومتری از شهر تبریز واقع شده است و با روستا های سرند؛تازه کند ؛ حسین آباد  وهیق همسایه است .